# Costa Nova do Prado

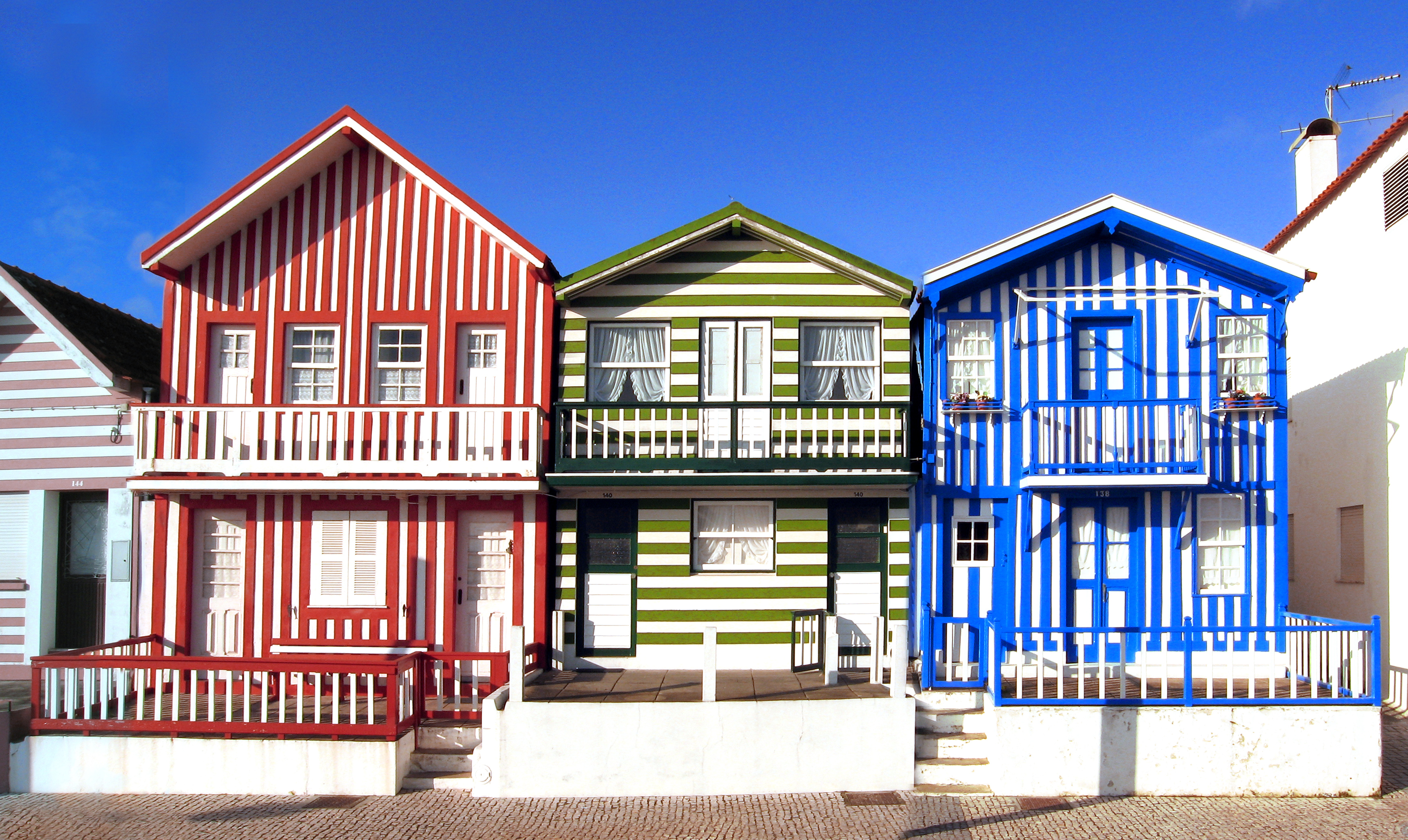
Costa Nova do Prado (Portogallo): i celebri palheiros

Costa Nova do Prado o semplicemente Costa Nova è una popolare località balneare portoghese sull'Oceano Atlantico. Si affaccia sulla Ria de Aveiro (laguna di Aveiro), e si trova nel territorio della freguesia di Gafanha da Encarnação, nel municipio di Ílhavo, Distretto di Aveiro.

## Geografia

### Collocazione
La località è situata nella parte nord della Costa da Prata ("costa argentata"), a 12 km a nord di Ílhavo, a 11 km ad ovest di Aveiro e poco a sud dell'altra località balneare della zona, Praia da Barra.

## Origini del nome
Il nome "Costa Nova" è stato dato dai pescatori per distinguere la località dalla cosiddetta "Costa Velha" (= "costa vecchia") a São Jacinto, mentre la seconda parte del nome, do Prado (lett. "del prato") fa riferimento ad un prato verdeggiante che doveva essere esistito in loco.

## Storia
La stazione balneare di Costa Nova do Prado venne inaugurata nel 1808.

## Caratteristiche
La località è famosa per i celebri palheiros, case dipinte a righe verticali ed orizzontali bianche e blu, bianche e rosse, bianche e verdi, ecc.
È una delle spiagge del Portogallo preferite dagli amanti degli sport nautici e del windsurf.